# Grabnica
Grabnica – osada w Polsce położona w województwie zachodniopomorskim, w powiecie stargardzkim, w gminie Dobrzany, położona 4 km na północny wschód od Dobrzan (siedziby gminy) i 19 km na północny wschód od Stargardu (siedziby powiatu).
W latach 1975–1998 miejscowość administracyjnie należała do województwa szczecińskiego.